# Рапопорт Яків Давидович
Яків Давидович Рапопорт (12 жовтня 1898 , Рига  — 1 липня 1962 , Москва ) — діяч ВНК-ОДПУ-НКВС-МДБ, генерал-майор. Один з організаторів червоного терору в Воронезькій губернії, організатор сталінських репресій як керівник кількох великих будівництв з використанням рабської праці радянських в'язнів, заступник начальника ГУЛАГ ОГПУ-НКВД з 1930 по 1939 рік. Після Другої світової війни керував кількома великими будівництвами в Сибіру.

## Дати з біографії
- З 1924 особуповноважений 2-го відділу Економічного управління ОДПУ
- З 1925 помічник начальника 2-го відділу Економічного управління ОДПУ
- З 1926 начальник 4-го відділу Економічного управління ОДПУ
- З 1930 начальник Виробничо-економічного відділу Управління таборами ОГПУ, помічник начальника ГУЛАГу ОГПУ
- У 1932–1939 заступник начальника ГУЛАГу ОГПУ-НКВД
- З листопада 1931 заступник начальника Білбалтлагу ОГПУ
- з жовтня 1932 заступник начальника будівництва каналу «Москва-Волга» ОГПУ
- З лютого 1933 начальник Дмитровлагу ОГПУ, з серпня начальник Білбалтлагу ОГПУ
- З вересня 1935 начальник будівництва Рибінського і Углицького гідровузлів НКВД
- З грудня 1935 начальник Волзького ВТТ
- З вересня 1940 начальник Головного управління таборів гідротехнічного будівництва (Главгидростроя) НКВС СРСР
- З серпня 1941 1-й заступник начальника Головного управління оборонних робіт НКВС, з жовтня заступник начальника Головпромбуду НКВС СРСР
- З січня 1942 начальник Тагілбуду НКВС
- З квітня 1944 начальник Челябметалургбуду НКВС
- З жовтня 1946 начальник будуправління № 859 МВС (Челябінська область)
- З листопада 1947 начальник Головгідробуду МВС СРСР
- З січня 1949 начальник Головгідроволгодонбуду МВС СРСР
- З жовтня 1952 до березня 1953 начальник Головгідроволгобалтбуду МВС СРСР та начальник Управління Волго-Балтійського ВТТ МВС
- Потім начальник Головрічбуду Міністерства будівництва СРСР
- Звільнений у запас МВС в 1956 році. Працював заступником директора інституту «Гідропроект».

## Звання
- майор ГБ 05.12.35;
- ст. майор ГБ 11.09.40;
- генерал-майор інж.-техн. служби 22.02.43.

## Нагороди
- знак «Почесний працівник ВЧК-ГПУ (V)» 1929;
- знак «Почесний працівник ВЧК-ГПУ (XV)» 1932;
- орден Леніна 1933;
- орден Леніна 21.02.42;
- орден Червоного Прапора 29.04.43.